# Alfred Rieck
Alfred Rieck (født 5. august 1914, død 14. august 2000) var en tysk roer.
Rieck roede for RG Wiking i Berlin, hvor han var med i klubbens otter, der blev tysk mester i 1936. Den repræsenterede derfor Tyskland ved OL 1936 på hjemmebane i Berlin. Tyskerne blev i indledende runde besejret af den schweiziske båd og måtte derfor i opsamlingsheat, som de vandt klart. I finalen lagde den schweiziske og den tyske båd bedst ud, men da fire af schweizerne tidligere samme dag havde roet finaler i både firer med styrmand og firer uden styrmand, slap de schweiziske kræfter op. Italienerne og amerikanerne kom efterhånden op og lå næsten lige med tyskerne, og de tre både kom i mål inden for et sekund. Amerikanerne var hurtigst og fik guld, italienerne sølv og tyskerne bronze. Ud over Rieck bestod den tyske besætning af Hans-Joachim Hannemann, Helmut Radach, Hans Kuschke, Heinz Kaufmann, Gerd Völs, Werner Loeckle, Herbert Schmidt og styrmand Wilhelm Mahlow.
Efter anden verdenskrig blev Rieck ungdomstræner i roning.

## OL-medaljer
- 1936:  Bronze i otter